# Quercus oblongata
Quercus oblongata là một loài thực vật có hoa trong họ Cử. Loài này được D.Don miêu tả khoa học đầu tiên năm 1825.